# María Victoria de Saboya
Princesa María Victoria de Saboya (en italiano: Maria Vittoria di Savoia; 22 de junio de 1740 - 14 de julio de 1742) fue una princesa de la Casa de Saboya que murió en la infancia.

## Vida
La princesa María Victoria fue la segunda hija y única mujer del rey Carlos Manuel III de Cerdeña y la princesa Isabel Teresa de Lorena. Sus abuelos paternos eran el rey Víctor Amadeo II de Cerdeña y la francesa Ana María de Orleans y los maternos el duque Leopoldo I de Lorena e Isabel Carlota de Borbón-Orleans, debido a esto sus padres eran primos. Su tío materno fue el emperador Francisco I del Sacro Imperio Romano Germánico.
Sus primos paternos incluyeron a Luis XV de Francia; el futuro Fernando VI de España; y Luis Víctor de Saboya-Carignano. Sus primos maternos incluyeron a la futura reina de Nápoles, María Carolina de Austria; el futuro emperador del Sacro Imperio Romano Germánico, José II; y la famosa reina de Francia, María Antonieta.
Su padre se había casado dos veces anteriores y había tenido un total de 7 hijos, de los que sobrevivieron a la infancia cuatro. Tenía aparte un hermano mayor completo, Carlos Francisco. Su madre murió cuando tuvo un año al dar a luz a su hermano menor, el príncipe Benedicto.

## Muerte
Maria Victoria murió un año después que su madre en Turín a los 2 años y fue enterrada en la Catedral de San Juan Bautista de dicha ciudad, en 1786 sus restos fueron trasladados a la Basílica de Superga, donde descansa en el Salón de los infantes.